# Dawsonite
La dawsonite est un minéral de la classe des carbonates. Il a été découvert en 1874 lors de la construction du Musée Redpath dans un dyke à feldspath sur le campus de l'université McGill sur l'île de Montréal au Canada. Il a été nommé en l'honneur de John William Dawson (1820-1899), géologue canadien.

## Caractéristiques
La dawsonite est un hydroxy-carbonate de sodium et d'aluminium qui cristallise dans le système orthorhombique. Sa dureté sur l'échelle de Mohs est de 3, la même que celle de la calcite. Sa cassure est inégale et elle a un clivage parfait sur {110}.
Selon la classification de Nickel-Strunz, la dawsonite appartient à "05.BB: Carbonates avec des anions supplémentaires, sans H2O, avec alcalins", avec les minéraux suivants : barentsite, tunisite et sabinaïte.

## Formation et gisements
On la trouve dans les syénites à néphéline, comme minéral primaire dans les schistes alcalins et les roches des gisements de charbon, ainsi que dans les sols salins sur des tufs à néphéline. Elle est généralement associée aux minéraux suivants : quartz, pyrite, fluorite, dolomite, calcite et baryte.

## Variétés
On connait une variété de dawsonite, la dawsonite chromique, une variété de couleur rose contenant du chrome.